# Jenna Haze
Jenna Haze (22 de fevereiro de 1982) é uma atriz pornográfica norte-americana. Ela entrou na indústria de filmes adultos em 2001 com dezenove anos. Entre 2002 e 2005, ela foi contratada pela produtora de filmes Jill Kelly Productions. Durante a maior parte do seu contrato com a produtora, ela contracenou exclusivamente com mulheres, por lealdade a seu então namorado, um cameraman da indústria. Ela voltou a trabalhar com homens em 2006, em um lançamento multipremiado, o filme Jenna Haze Darkside, produzido por Jules Jordan. A própria Haze já foi vencedora de diversos premios da indústria pornô, incluindo o de Best New Starlet (AVN Award 2003) e o de Female Performer of the Year (AVN Award 2009).

## Biografia
Haze nasceu em Fullerton, Califórnia e cresceu principalmente em La Habra, Califórnia, mas também morou por um tempo em Lancaster, Califórnia e Inver Grove Heights, Minnesota. Haze cresceu com seus pais divorciados e tem duas irmãs e um irmão, todos bem mais velhos. Ela tem ascendência espanhola, alemã e irlandesa.
Ela recebia boas notas na escola, até o ensino fundamental quando ela "descobriu garotos e sexo". Com a idade de quinze anos ela largou o ensino médio, teve que receber aulas em casa teve uma infância muito radical e achou seu primeiro emprego. Ela esteve em vários empregos com baixo salário como gerente de fast food, frentista e um trabalho no Natal repondo prateleiras em uma loja de brinquedos.
Quando Jenna completou dezoito anos, experimentou fazer strip-tease por um dia, mas ela não gostou de trabalhar em uma casa noturna, dançando para homens que ela fingia que gostava por baixos salários. Entretanto, alega sempre ter sido uma grande fã de filmes de sexo explícito mesmo antes de iniciar sua carreira. Com dezenove anos, na sua boate favorita em Anaheim, California, seu namorado a apresentou a um amigo que conhecia o ator pornô Peter North e o ator/diretor Craven Moorehead. Ela alegremente aceitou a proposta de Moorehead para participar de um filme e dois dias depois ela gravou sua primeira cena. Haze escolheu seu nome artístico em homenagem a seu então noivo – que tinha o sobrenome Hayes – e a sua canção favorita, "Purple Haze" de Jimi Hendrix.

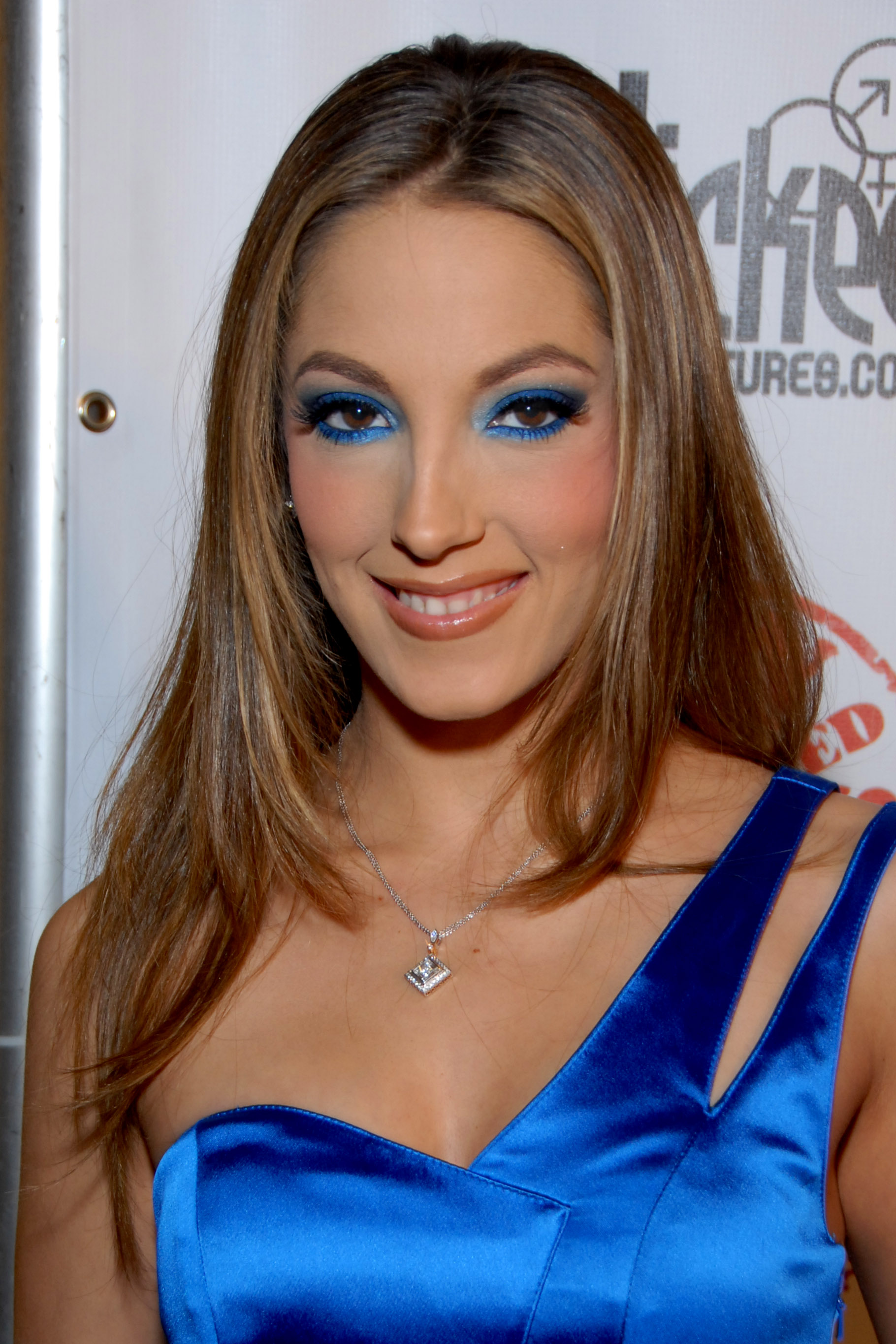
Jenna na XCRO Awards, 16 de abril, 2009.

### Carreira
A primeira cena de Haze foi para The Oral Adventures of Craven Moorehead 8 com seu agente Slim Shady (Dez) e seu melhor amigo, Moorehead. Primeiramente a cena seria apenas de sexo oral, mas no calor do mome to ela acabou fazendo sexo com ambos. No outro dia ela gravou uma cena com Miles Long em Service Animals 4 de Joey Silvera. Alguns meses depois, ela percebeu que não precisava de um agente e começou a representar-se. Por apenas um mês, Haze saiu com Simon Dope da banda de nu metal Dope. Eles se conheceram em 2002 no set de Taste of a Woman, sua primeira participação como atriz principal em um filme. Ela seguiu sua banda brevemente durante a turnê enquanto eles namoravam.
Em fevereiro de 2002, Haze apareceu em uma cena da produtora de Jill Kelly (JKP), dirigida pela própria Jill Kelly. Kelly ficou impressionada com sua performance e a JKP ofereceu a ela um contrato exclusivo. Isso foi logo seguido por ofertas de outras companhias, mas em abril de 2002 Haze decidiu assinar com a JKP, como eles ofereciam muita flexibilidade e ela precisava de dinheiro e construir uma carreira. A companhia para ela era mais que apenas negocios, era uma família também. Ela também gostava da ideia de ter um grupo de garotas entorno dela e trabalhar em uma companhia comandada por uma mulher. Logo após assinar com a JKP, ela começou um relacionamento sério com um cameraman da indústria e teve um período de três anos contracenando apenas com mulheres. Na cerimonia de 2003 do Prêmio da AVN, Haze foi nomeada como Melhor Revelação e sua cena de masturbação em Big Bottom Sadie ganhou o prêmio de Melhor Cena de Sexo Solo. Em 2004, ela apareceu no programa Pornucopia da HBO, um documentário de seis partes sobre a industria pornografica na Califórnia.
Haze se tornou uma agente livre em abril de 2005, depois de decidir não renovar seu contrato com a JKP, parcialmente devido a saída de Jill kelly da produtora. Depois de deixar a JKP e terminar com seu namorado, Jenna voltou a contracenar com homens. O lançamento de abril de 2006 Jenna Haze Darkside traz sua primeira cena heterosexual em três anos, junto com sua primeira cena interracial com Mr. Marcus. O filme foi produzido e dirigido por seu novo namorado Jules Jordan. Mais tarde no mesmo ano, ela começou a escrever uma coluna se conselhos sexuais para a revista pornográfica "Fox". Ela também começou a dançar e fazer strip, representada pela agência Lee Network. Seu primeiro feito como dançarina foi a nomeação para Best Feature Entertainer no Prêmio Night Moves de 2007. Seu trabalho em filmes também foi recompensado em 2007, com prêmio da AVN de Melhor Cena de Sexo Oral e Melhor Cena de Sexo Grupal, bem como a nomeação para Atriz do Ano. Em abril de 2007, Jenna Haze Oil Orgy se tornou o primeiro filme adulto a ser lançado no formato Blu-ray. Enquanto isso, no mesmo mês, seu website foi lançado pela Premium Multimedia. No filme de comédia Superbad, lançado em 2007, Haze fez uma pequena aparição no papel de Vagtastic Voyage Girl #2. Ela também esta entre as estrelas pornô participantes do livro de fotografias eróticas Naked Ambition: An R-Rated Look at an X-Rated Industry, publicado em novembro de 2007. A edição especial do livro inclui uma fotografia artística de Jenna assinada pelo fotógrafo Michael Grecco. Em janeiro de 2008, sua cena com Manuel Ferrara em Evil Anal 2 ganhou o Prêmio AVN de Melhor Cena de Sexo de Casal em Video. Em agosto de 2008, Haze alcançou o primeiro prêmio de sua carreira como dançarina ganhando o Adult Movie Entertainer of the Year no 11º Adult Nightclub and Exotic Dancer Awards. Em janeiro de 2009, Haze e Belladonna apresentaram o AVN Awards, e Haze ganhou o prêmio de Female Performer of the Year.
Jenna fez uma pequena aparição no filme de ação/thriller Crank 2: High Voltage como uma estrela pornô em greve.

## Filmografia parcial

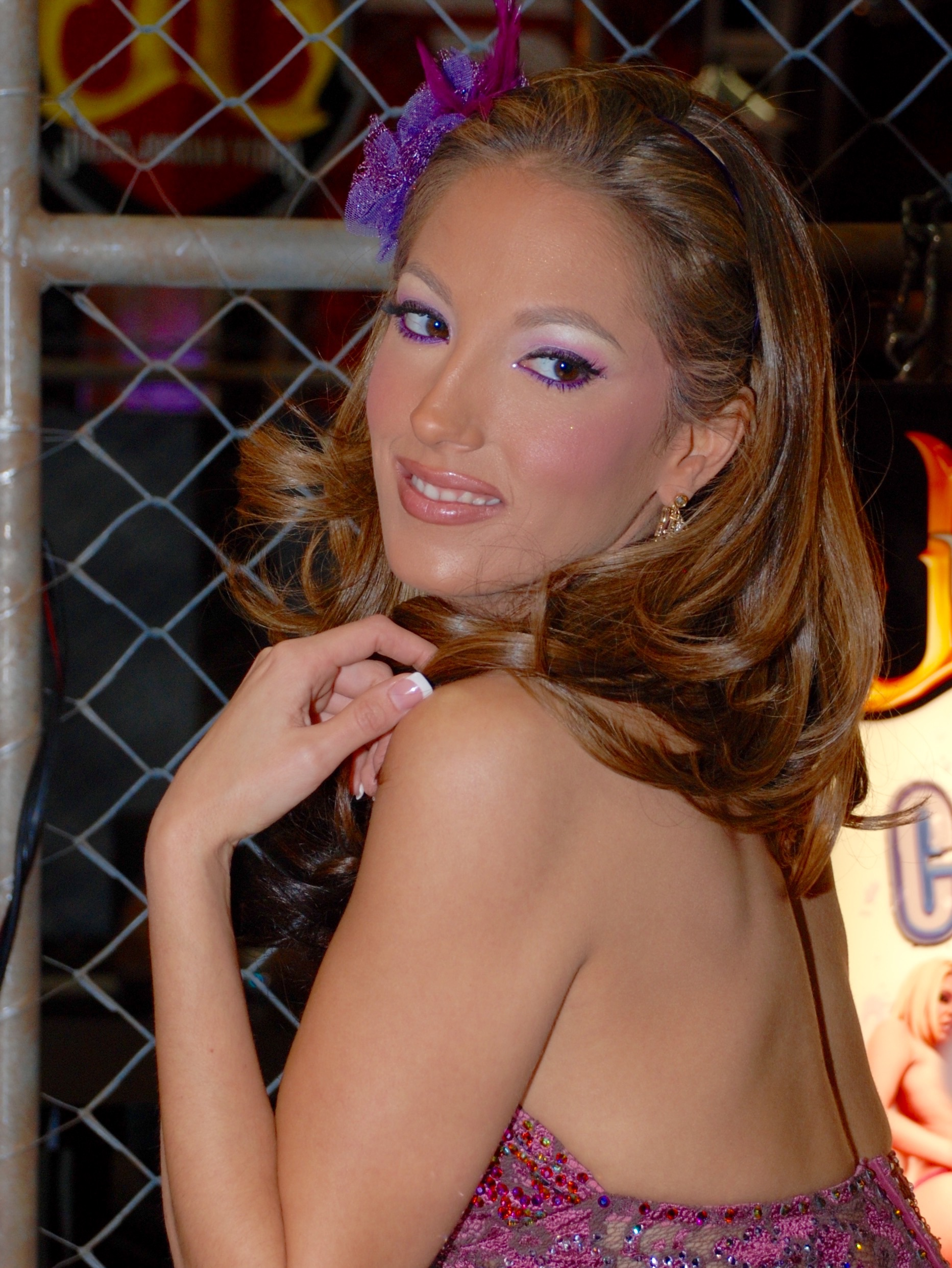
Jenna Haze presente na Adult Entertainment Expo de 2009

- Pretty Pussies Please Vol 2
- 100% Anal # 1, #2, #3
- Anal Addicts # 6
- Anal Angels # 3
- Barely Legal # 20
- Belladonna: Fetish Fanatic # 2
- Chica Boom # 10
- Feeding Frenzy
- Flesh Hunter # 1, # 2, # 3
- High Class Ass
- I Love To Swallow
- Initiations # 9
- Just Over 18 # 2
- Lewd Conduct # 12
- North Pole # 25
- Service Animals # 4
- Trained Teens # 2
- Whack Attack # 12
- Pirates # 2 : Sttagnet's Revenge"
- Up and Cummers - 98"